# Мгудзырхуа
Мгу́дзырхуа (абх. Мгәыӡырхәа; груз. მუგუძირხვა) — село в Абхазии, в Гудаутском районе частично признанной Республики Абхазия, согласно административному делению Грузии — в Гудаутском муниципалитете Абхазской Автономной Республики. До 1992 года в разные периоды село официально именовалось Мугудзирхва и Мгудзырхва. Расположено к западу от райцентра Гудаута в равнинно-холмистой зоне.
В административном отношении село является административным центром Мгудзырхвинской сельской администрации (абх. Мгәыӡырхәа ақыҭа ахадара), в прошлом Мгудзырхвинского сельсовета. Село расположено к югу от Сухумского шоссе Абхазии.

## Географическое положение

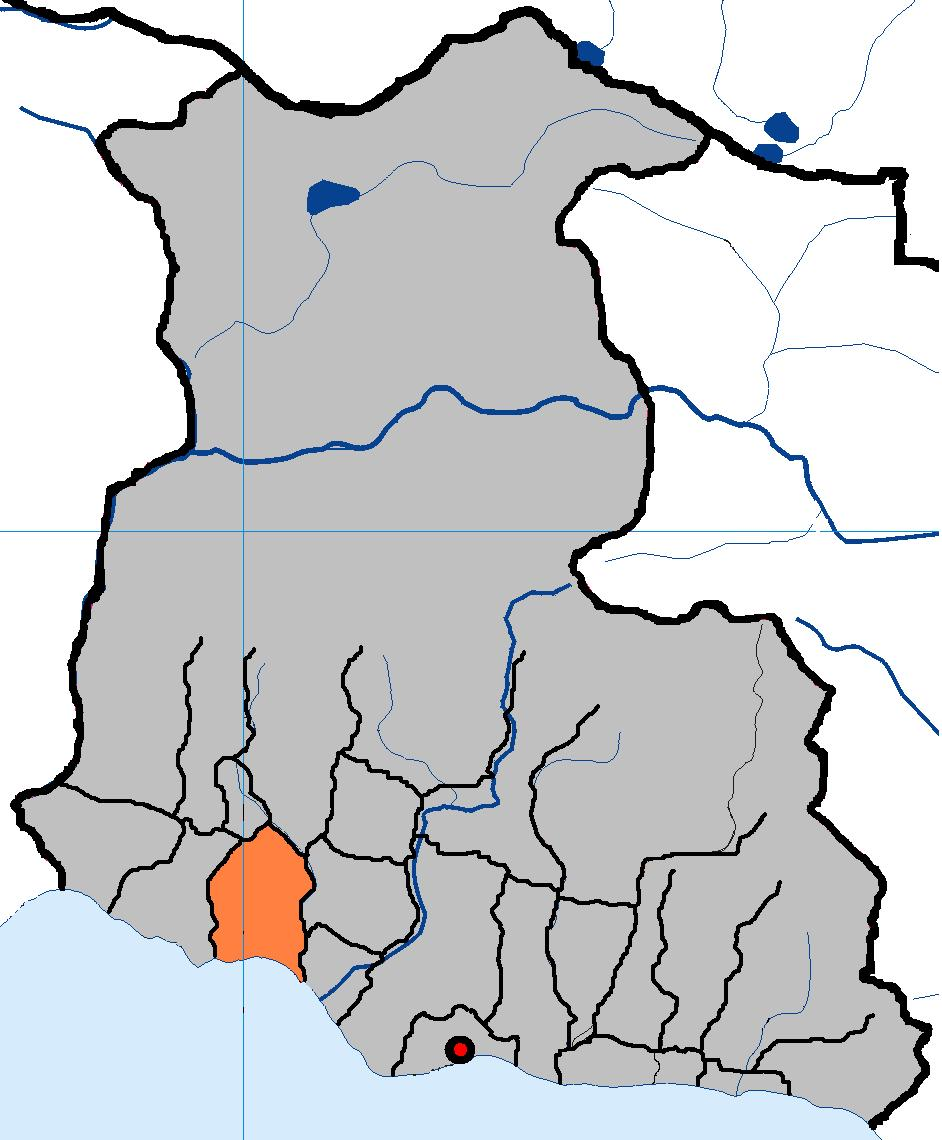
Расположение села Мгудзырхуа

Село (администрация) Мгудзырхуа исторически включает 8 посёлков (абх. аҳабла), один из которых, Мюссера, ныне является посёлком городского типа:
- Амбара
- Апцхуа
- Арашаху (Чаабалырхуа)
- Атабху
- Гугунырхуа
- Мгудзырхуа Агу (собственно Мгудзырхуа)
- Онданырхуа

До 1990-х годов также
- Мюссера

На севере Мгудзырхуа граничит с селом Бармыш, на востоке — с сёлами Звандрипш и Хыпста, на юге территория села выходит к Чёрному морю, на западе — граничит с посёлком городского типа Мюссера.
На территории Мгудзырхуа между черноморским побережьем и основным шоссе с запада на восток протягивается цепочка живописных холмов (Мюссерские холмы) высотой около 200 м, являющихся частью Пицундо-Мюссерского биосферного заповедника.
На морском побережье села Мгудзырхуа расположено одно из известнейших туристических мест Гудаутского района — Золотой Берег.

## Население
По данным переписи 1959 года в селе Мгудзырхва жило 294 человека, в основном абхазы (в Мгудзырхвском сельсовете в целом — 1712 человек, также в основном абхазы, а также русские). По данным переписи 1989 года население Мгудзырхвского сельсовета составило 1561 человек, в том числе села Мгудзырхва —  382 человека, в основном абхазы По данным переписи 2011 года численность населения сельского поселения (сельской администрации) Мгудзырхуа составила 1273 жителей, из них 97,4 % — абхазы (1240 человек), 1,5 % — русские (19 человек), 0,4 % — армяне (5 человек), 0,3 % — грузины (4 человека), 0,4 % — другие (5 человек).
По данным переписи населения 1886 года в селении Мгудзырхуа проживало православных христиан — 990 чел., мусульман-суннитов — 171 чел, католиков — 1 чел. По сословному делению в Мгудзырхуа имелось 11 князей, 40 дворян, 5 представителей православного духовенства, 1.105 крестьян. Представителей «городских» сословий в Мгудзырхуа не проживало.
| Год переписи | Число жителей | Этнический состав                                        |
| ------------ | ------------- | -------------------------------------------------------- |
| 1886         | 1161          | абхазы 99,6 %; грузины 0,4 %                             |
| 1926         | 1241          | абхазы 93,4 %; русские 1,9 %; грузины 1,6 %; греки 0,5 % |
| 1959         | 1712          | абхазы (нет точных данных); русские в пос. Мюссера       |
| 1989         | 1561          | абхазы (нет точных данных); русские в пос. Мюссера       |
| 2011         | 1273          | абхазы (97,4 %); русские (1,5 %)                         |

### Известные уроженцы и жители
- Агрба, Владимир Васильевич (1912—1937) — абхазский писатель
- Дбар, Сергей Платонович (1946—2002) — Абхазский полководец, военачальник, генерал-лейтенант.
- Дорофей (Дбар) (род. 1972) — архимандрит, лидер движения за автокефалию Абхазской православной церкви.